# بابو صديقي
بابو صديقي بارو، لاعب كرة قدم قطري من أصل إفواري.

## مسيرة اللاعب
لعب مع نادي السيلية من عام 2009 و انتقل إلى نادي الريان في عام 2014 و أعاره الريان إلى نادي الخور في عام 2016 و انتقل إلى النادي الأهلي 2018 و لاحقاً لعب في نادي الخريطيات.

## وصلات خارجية
بابو صديقي على موقع قاعدة بيانات كرة القدم.إي يو (الإنجليزية)